# Skjortnäs östra
Skjortnäs östra är ett naturreservat i Gävle kommun i Gävleborgs län.
Området är naturskyddat sedan 2011 och är 16 hektar stort. Reservatet består av skog med stora grova tallar och där marken är lite mer fuktig växer gamla granar tillsammans med grova aspar.